# 馬大
伯達尼的馬大（希伯來语：מַרְתָּא，Martâ，又譯作馬大（和合本聖經）、瑪爾大（思高本聖經）、瑪爾達），是公元1世紀時的猶太婦女。她是伯大尼的马利亚和拉撒路的姐姐，居住于猶太地區耶路撒冷附近的伯大尼城。馬大的事蹟被記載於路加福音與約翰福音中，她是耶穌復活拉撒路之事的見證人。

## 聖經記載
聖經中，馬大出現三處，分別是耶穌探望馬大和馬利亞時、拉撒路的死裡復活、以及耶穌在伯大尼受膏。

### 耶穌探望馬大和馬利亞
本段內容記載於路加福音第10章，和合本翻譯如下：
 38他們走路的時候，耶穌進了一個村莊。有一個女人，名叫馬大，接他到自己家裡。39他有一個妹子，名叫馬利亞，在耶穌腳前坐著聽他的道。40馬大伺候的事多，心裡忙亂，就進前來，說：「主啊，我的妹子留下我一個人伺候，你不在意嗎？請吩咐她來幫助我。」41耶穌回答說：「馬大！馬大！你為許多的事思慮煩擾，42但是不可少的只有一件；馬利亞已經選擇那上好的福分，是不能奪去的。」

### 拉撒路的死裡復活
記載於《約翰福音》11:1-44

### 耶穌在伯大尼受膏
紀載於《約翰福音》12:1-8。雖然耶穌在伯大尼受膏的事跡亦記載於另外2本福音書，但另外2本對此的敘述中並未提到馬大的名字。

## 外部連結
- St. Martha （页面存档备份，存于） on catholic.org
- Mary & Martha, the sisters of Lazarus, Greek Orthodox Archdiocese of America
- Patron Saints: Martha
- "The Life of Saint Martha", text from the Golden Legend